# Карельський фронт
Каре́льський фронт (рос. Карельский фронт) — оперативно-стратегічне об'єднання радянських військ у Другій світовій війні, що вело бойові дії на крайньому півночі та в Карелії з 23 серпня 1941 до 15 листопада 1944 року. Зі всіх радянських фронтів за часи війни Карельський фронт існував довше усіх (3,5 року) і вів бойові дії у найширшій смузі (близько 1,6 тис. км), хоча й осередковими зонами на найзагрозливіших напрямках. Його війська вели бойові дії в особливих фізико-географічних та кліматичних умовах, на театрі, що включав 2 нерівні та несхожі зони — Заполяр'я та Карелію.

## Історія
Карельський фронт утворений у відповідності до рішення Ставки Верховного Головнокомандування (ВГК) від 23 серпня 1941 року шляхом поділу Північного фронту на Ленінградський і Карельський фронти. До складу Карельського фронту увійшли 14-та і 7-ма загальновійськові армії, окремі з'єднання та частини, що вели бойові дії з перших днів війни в Заполяр'ї та Карелії, від Баренцева моря до Ладозького озера. Фронту був оперативно підпорядкований Північний флот. Місцем розташування штабу фронту було визначено місто Бєломорськ (Карело-Фінська РСР).
24 вересня 1941 року 7-ма армія була перейменована на 7-у Окрему армію і підпорядкована безпосередньо Ставці ВГК.
До середини 1942 року з урахуванням Кандалакшської, Кемської, Масельської і Медвеж'єгорської оперативних груп військ було сформовано відповідно 19-ту, 26-ту і 32-ту загальновійськові армії, а до кінця року з урахуванням ВПС фронту — 7-ма повітряна армія. У лютому 1944 року 7-ма окрема армія, що оборонялася на річці Свір, була знову включена до складу Карельського фронту.
Бойові дії фронту умовно ділять на 3 основних періоди. У 1-й період (серпень — грудень 1941 року) війська Карельського фронту в оборонних боях зупинили німецько-фінські війська в Заполяр'ї та Карелії, яким вдалося просунутися у Заполяр'ї на 10-85 кілометрів та у Карелії на 50-220 кілометрів. У грудні 1941 року лінія фронту стабілізувалася і залишалася майже незмінною до 21 червня 1944 року.
У 2-й період (січень 1942 — червень 1944 року) війська фронту в ході оборонних боїв і окремих наступальних операцій, проведених у січні — травні 1942 року на медвеж'єгорському, кестеньгському та мурманському операційних напрямках, змогли зупинити противника та забезпечили створення умов для переходу в наступ.
У 3-й період (червень — листопад 1944 року) війська Карельського фронту у взаємодії з військами Ленінградського фронту, Балтійським флотом, Ладозькою та Онезькою військовою флотиліями провели Виборзько-Петрозаводську операцію та у взаємодії з Північним флотом — Петсамо-Кіркенеську 1944 року, завершили звільнення Заполяр'я та Карелії, відновили державний кордон із Норвегією та Фінляндією.
У листопаді 1944 Карельський фронт був розформований. Його війська увійшли до складу інших фронтів, а польове управління було перекинуто на Далекий Схід, де на його базі в 1945 року створено польове управління Приморської групи радянських військ на Далекому Сході, перейменованої потім у 1-й Далекосхідний фронт.

## Командувачі
- генерал-полковник Фролов В. О. (вересень 1941 — лютий 1944)
- Маршал Радянського Союзу К. П. Мерецков (лютий 1944 — листопад 1944)

## Військові формування у складі фронту
- 7-ма армія
- 14-та армія
- 19-та армія
- 26-та армія
- 32-га армія
- 7-мая повітряна армія